# Ruicheng
Ruicheng (en chino:芮城县, pinyin:Ruìchéng xiàn) es un condado bajo la administración directa de la ciudad-prefectura de Yuncheng. Se ubica al  norte de la provincia de Shanxi, este de la República Popular China. Su área es de 1178 km² y su población total para 2010 fue de +300 mil habitantes. 

## Administración
El condado de Ruicheng se divide en 10 pueblos que se administran en 7 poblados y 3 villas.